# Xã Turtle Creek, Quận Todd, Minnesota
Xã Turtle Creek (tiếng Anh: Turtle Creek Township) là một xã thuộc quận Todd, tiểu bang Minnesota, Hoa Kỳ. Năm 2010, dân số của xã này là 295 người.